# Elecciones generales de Honduras de 2009
Las elecciones generales de Honduras de 2009 se realizaron el domingo 29 de noviembre de dicho año, en medio de una intensa crisis interna provocada por la expulsión del poder del presidente electo Manuel Zelaya por el ejército, en junio de 2009. En los comicios fueron elegidos el presidente y tres designados a la presidencia; 20 diputados propietarios y suplentes para el Parlamento Centroamericano; 128 diputados propietarios y suplentes para el Congreso Nacional; y 298 corporaciones municipales.
Según la Constitución de Honduras, pueden ejercer el derecho a sufragio los ciudadanos quienes han cumplido 18 años de edad y no han sido condenados a una pena aflictiva. Para participar en las elecciones se requiere estar previamente inscrito en los registros electorales y presentar la cédula de identidad. Los requisitos para inscribirse son: ser mayor de 18 años al día de la elección y tener nacionalidad hondureña.
Los resultados de las elecciones presidenciales fue objeto de numerosas consideraciones, aunque fueron aceptados por Estados Unidos, Perú, Colombia, Costa Rica, Panamá República Dominicana, Guatemala, Italia Alemania Israel[cita requerida], República de China (Taiwán), Japón y el Parlamento Centroamericano.
Mientras, algunos de los países latinoamericanos ha dicho que el proceso eleccionario es ilegítimo y pidieron anularlo.

## Candidatos a la presidencia
Las elecciones que iban a realizarse en 2009 se llevaron a cabo después de un periodo de cuatro meses de anormalidad en la presidencia de la República. La siguiente tabla resumen presenta los cinco candidatos que inscribieron oficialmente sus candidaturas los partidos instituidos legalmente, según el orden con el que figuran en las papeletas de nivel presidencial:
| Partido                                 | Candidato a partido  |
| --------------------------------------- | -------------------- |
| Partido Nacional de Honduras            | Porfirio Lobo Sosa   |
| Partido Innovación y Unidad             | Bernard Martínez     |
| Partido Demócrata Cristiano de Honduras | Felicito Ávila       |
| Partido Liberal de Honduras             | Elvin Ernesto Santos |
| Unificación Democrática                 | Cesar Ham            |

### Se retiraron del proceso
- Carlos H. Reyes (Candidato independiente) retiró su candidatura, para apoyar al presidente depuesto Manuel Zelaya Rosales.[17]

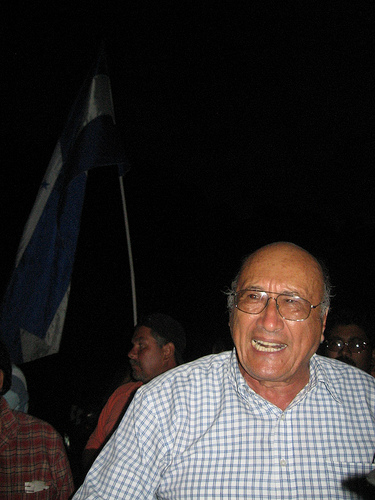
Político Carlos H. Reyes, durante su campaña presidencial.

## Resultados

### Elecciones Presidenciales
El total de ciudadanos era de 4.611.211; el total de votantes en las elecciones 2009 fue de 2.300.056 ciudadanos y la participación fue del 49,88%.
| Partido          | Número de votos | Porcentaje de votos |
| ---------------- | --------------- | ------------------- |
| Partido Nacional | 1.213.695       | 56,56               |
| Partido Liberal  | 817.524         | 38,09               |
| PINU-SD          | 39.960          | 1,86                |
| D.C.             | 38.413          | 1,79                |
| U.D.             | 36.420          | 1,70                |
| Votos válidos    | 2.146.012       | 93,30               |
| Votos blancos    | 61.440          | 2,67                |
| Votos nulos      | 92.604          | 1,70                |
| Todos            | 2.300.056       | 100                 |

### Elecciones de diputados del Congreso Nacional

| Partido                                     | Número de diputados |
| ------------------------------------------- | ------------------- |
| Partido Nacional                            | 71                  |
| Partido Liberal                             | 45                  |
| Partido Democracia Cristiana                | 5                   |
| Partido Unificación Democrática             | 4                   |
| Partido Innovación y Unidad-Socialdemócrata | 3                   |
| Todos                                       | 128                 |

### Elecciones de diputados al PARLACEN
| Partido                                     | Número de diputados |
| ------------------------------------------- | ------------------- |
| Partido Nacional                            | 10                  |
| Partido Liberal                             | 7                   |
| Partido Democracia Cristiana                | 1                   |
| Partido Unificación Democrática             | 1                   |
| Partido Innovación y Unidad-Socialdemócrata | 1                   |
| Todos                                       | 20                  |

## Elecciones Primarias
| Partido político | Movimiento                       | Candidato            | Votos (porcentaje en el partido) | Sumatoria de votos |
| ---------------- | -------------------------------- | -------------------- | -------------------------------- | ------------------ |
| Partido Liberal  | Movimiento Liberal Elvineista    | Elvin Santos         | 326,895 (52.14%)                 | 627,002            |
| Partido Liberal  | Movimiento Liberal Michelettísta | Roberto Micheletti   | 174,070 (27.76%)                 | 627,002            |
| Partido Liberal  | Ahora Si!                        | Eduardo Maldonado    | 113,883 (18.16%)                 | 627,002            |
| Partido Liberal  | Movimiento Acción Social         |                      | 7,580 (1.21%)                    | 627,002            |
| Partido Liberal  | Movimiento Justicia Nuestra      | Miguel Nolasco       | 4,574 (0.73%)                    | 627,002            |
| Partido Nacional | Pepe es cambio ya!               | Porfirio Lobo        | 479,260 (73.23%)                 | 654,434            |
| Partido Nacional | Mario Canahuati Presidente       | Mario Canahuati      | 151,600 (23.17%)                 | 654,434            |
| Partido Nacional | Decidete a Ganar                 | Mario Facussé        | 14,116 (2.16%)                   | 654,434            |
| Partido Nacional | Honduras, Tu Puedes              | José de Jesús Flores | 8,325 (1.27%)                    | 654,434            |